# Daniel Robert Hunziker

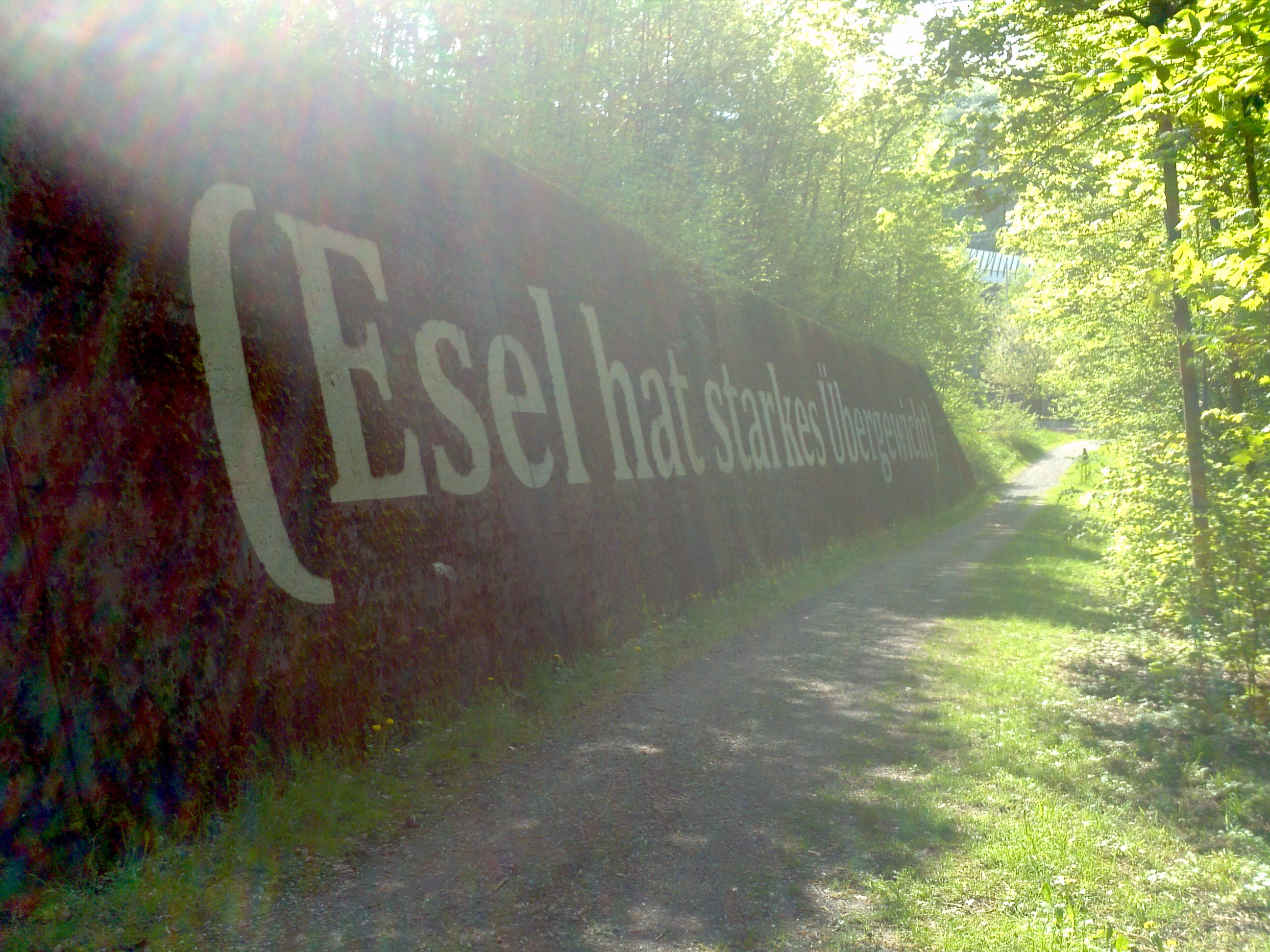
Hunzikers Kunstprojekt auf dem Kulturweg Baden–Wettingen–Neuenhof am Limmatufer

Daniel Robert Hunziker (* 25. Februar 1965 in Walenstadt) ist ein Schweizer bildender Künstler. Seit Mitte der 1990er Jahre hat er sich mit seinen Arbeiten «subtiler Raumeingriffe und architektonisch geprägter Installationen einen Namen gemacht».

## Leben
Daniel Robert Hunziker studierte nach seiner Schulausbildung 1988/89 Architektur an der ETH Zürich, in den Jahren 1992/93 verbrachte er ein Praktikumsjahr in New York beim amerikanischen Bildhauer Willard Boepple. Von 1993 bis 1997 setzte er seine Studien mit dem Studiengang Bildende Kunst an der Zürcher Hochschule der Künste fort. 1997 erhielt er von der Stadt Zürich sein erstes von mittlerweile etwa sechs Werkstipendien, das von der Vordemberge-Gildewart-Stiftung gestiftet wurde. Ab 1994 nahm er an Gruppen- und Einzelausstellungen in Museen und Galerien teil, ab 1997 gestaltete er auch Einzelausstellungen, so beispielsweise 1997 im Helmhaus in Zürich, 1999 in der Stiftung für Eisenplastik, Sammlung Dr. Hans König, Zollikon, 2002 im Aargauer Kunsthaus und 2004 im Kunsthaus Glarus.
Ab Anfang April 2000 wurde das Kunstprojekt INFOLGE installiert und damit auf dem Areal des Bahnhofs Baden dessen umfangreiche, jahrelange Umgestaltung vollendet. Der wichtige Knotenpunkt des öffentlichen Verkehrs eines Mittelzentrums wurde mit diesem offenen «Kunst am Bau»-Projekt programmatisch neu strukturiert. An dem Studienwettbewerb hatten sich fünf Künstler oder Künstlerteams beteiligt, aus dem Hunziker als Sieger hervorging.
Hunziker lebt in Zürich.

## Rezeption
Hunzikers Werke sind geprägt von seinem architektonischen Verständnis für Raumaufteilung und -gestaltung. Entsprechend raumgreifend sind seine Installationen. Zudem liebt der Künstler die Gegenüberstellung urbaner Elemente mit dem freien, oft ländlichen Raum sowie die «vertrackte Beziehung zwischen Mensch, Kultur und Natur», die «in der Arbeit ebenso zum Ausdruck kommt wie die Komik einer zufälligen Begegnung».

## Arbeiten (Auswahl)
- 1998: Luftlinie, Zürich-Oerlikon
- 1999: Unterführung im Helmhaus, Zürich
- 1999: Fence, Zollikon
- 2002: Finkenweg 9a, Aarau
- 2004: Grosses Gehege, Landschaftsszenerie für den Seitenlichtsaal des Kunsthauses Glarus, deren zur Rückseite offengelegte Konstruktion vom Volksgarten aus zu sehen war.[4]
- 2006: Wandrelief, Ausstellungsraum 25, Zürich
- 2007: Day after Day, Fri Art – Centre d’art contemporain, Fribourg
- 2011: Grat, Art Unlimited, Basel

## Auszeichnungen
- 2002: Manor Kunstpreis, Aarau
- 2002, 2005: Eidgenössischer Preis für freie Kunst
- 2006: Berliner Atelier des Kantons Aargau.